# Ливз, Джейн
Аманда Джейн Ливз (англ. Amanda Jane Leeves, род. 18 апреля 1961) — английская актриса.
Ливз начала свою карьеру с участия на «Шоу Бенни Хилла» и впоследствии переехала в США, где начала сниматься в ситкомах «Пульс»(1986—1988), а после в «Мерфи Браун» (1989—1993). Широкой известности Ливз добилась благодаря своей роли Дафни Мун в длительном ситкоме «Фрейзер», где она снималась с 1993 до 2004 год. Она была номинирована на премии «Эмми» и «Золотой глобус», а также получила награду Гильдии киноактёров США за роль в шоу. В начале двухтысячных Ливз вошла в историю, став самой высокооплачиваемой британской актрисой на американском телевидении.
С 2010 по 2015 год Ливз снималась в роли Джой Скрогс, одной из главных героинь ситкома «Красотки в Кливленде».

## Жизнь и карьера

### Ранние годы
Аманда Джейн Ливз родилась и выросла в Илфорд, Англия в семье инженера и медсестры. В детстве Ливз решила, что хочет стать актрисой и начала заниматься балетом и танцами, но в восемнадцатилетнем возрасте получила травму и перестала профессионально выступать. После она переехала в Лондон, где начала карьеру модели и вскоре появилась в роли полураздетого ангела в «Шоу Бенни Хилла».

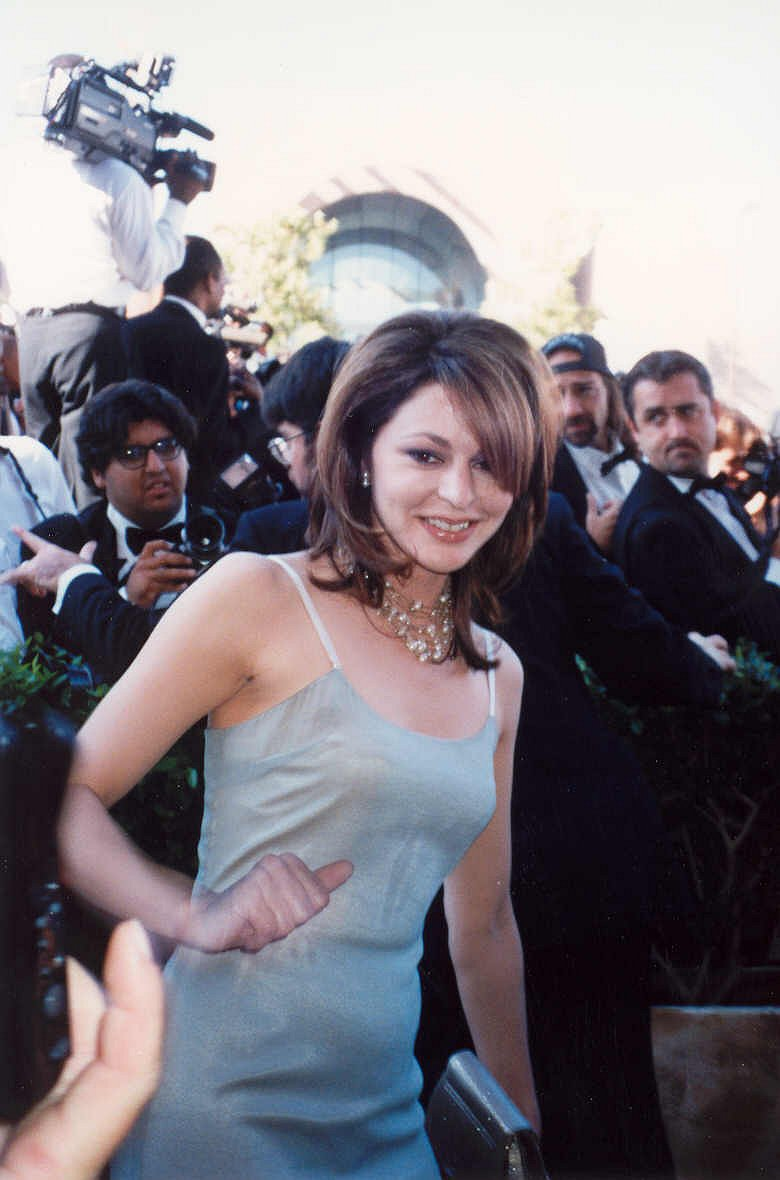
В 1995 году на церемонии «Эмми»

Ливз дебютировала на большом экране в 1983 году, с незначительной роли в британском фильме «Смысл жизни по Монти Пайтону». 11 февраля 1984 года, имея лишь тысячу долларов, Ливз отправилась в Лос-Анджелес, чтобы начать настоящую карьеру актрисы в Голливуде. Она обучалась в актёрской студии вместе с Джимом Керри и Эллен ДеДженерес, а в перерывах работала на фабрике и частной няней. Первой её ролью в США стала лесбиянка в фильме 1985 года «Жить и умереть в Лос-Анджелесе», однако роль не принесла ей продвижения в карьере и она, чтобы заработать денег, снималась в музыкальных клипах.

### «Фрейзер» и другие проекты
Первой широкой известности Ливз добилась благодаря основной роли в ситкоме «Пульс», где она снималась на протяжении двух сезонов, с 1986 по 1988 год. Это привело её к заметным гостевым ролям в сериалах «Она написала убийство», «Кто здесь босс?», и наконец второстепенная роль в успешном ситкоме «Мерфи Браун», где снималась её подруга Фэйт Форд. После она добилась ещё большей известности благодаря роли целомудренной подруги главного героя в ситкоме «Сайнфелд», где появилась в пяти эпизодах.
В 1993 году Джейн Ливз получила основную женскую роль в ситкоме «Фрейзер». Шоу быстро получило успех и вошло в историю как наиболее отмеченный высшими наградами ситком в истории телевидения. Ливз в свою очередь номинировалась на премию «Эмми» за лучшую женскую роль второго плана в комедийном телесериале и «Золотой глобус», а также выиграла награду Гильдии киноактёров США за лучший актёрский состав в комедийном сериале в 2000 году. В начале двухтысячных Ливз вошла в историю, став самой высокооплачиваемой британской актрисой на американском телевидении, но с негативной стороны получила много освещения в прессе из-за своей пугающей худобы. Шоу завершилось в 2004 году, после одиннадцати сезонов.

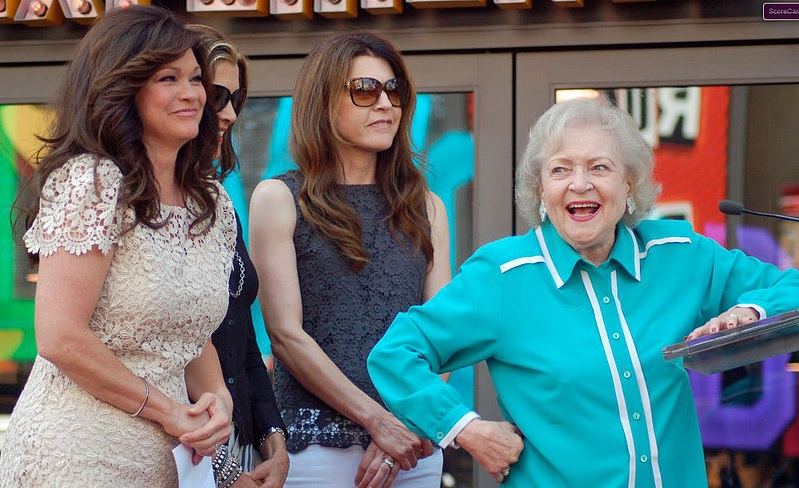
С коллегами по «Красотки в Кливленде» в 2012 году

В перерывах между съемками в ситкоме «Фрейзер», Ливз снялась в крупных кинофильмах «Чудо на 34-й улице» (1994), «Джеймс и гигантский персик» (1996), и «Музыка сердца» (1999). В 2002 году она кратко исполнила главную роль в бродвейском мюзикле «Кабаре». Также она основала производственную студию Bristol Cities

### Последующие годы и «Красотки в Кливленде»
После завершения «Фрейзера», Ливз сыграла главную роль в ситкоме «Заблуждения», который из-за проблем канала никогда не увидел свет, хотя было снято несколько эпизодов. Она, в целом, решила на несколько лет после этого взять перерыв от работы на экране, сделав лишь краткие появления в сериалах «Развод по-голливудски» и «Отчаянные домохозяйки» в 2008 и 2010 годах соответственно.
В 2010 году Ливз после пяти лет отдыха вернулась на телевидение с ролью в ситкоме «Красотки в Кливленде», наравне c другими актрисами-ветеранами комедии Валери Бертинелли, Уэнди Мэлик и Бетти Уайт. Шоу получило похвалу от критиков, а Ливз рассматривалась как один из основных претендентов на «Эмми», хотя номинацию так и не получила. Тем не менее она была отмечена вместе с другими актрисами номинацией на премию Гильдии киноактёров США за лучший актёрский состав в комедийном сериале в 2011 году. Сериал просуществовал шесть сезонов, насчитывая 128 эпизодов.

### Личная жизнь
Актриса замужем за телеведущим Маршаллом Кобеном. У них двое детей: Изабелла Кэтрин Кобен (р. 09.01.2001) и Финн Уильям Ливз Кобен (р. 19.12.2003).

## Избранная фильмография

### Фильмы
| Год  | Название на русском                         | Название на английском                   | Роль               | Примечания          |
| ---- | ------------------------------------------- | ---------------------------------------- | ------------------ | ------------------- |
| 1983 | Смысл жизни по Монти Пайтону                | Monty Python’s The Meaning Of Life       | Танцовщица         | Не указана в титрах |
| 1983 | Голод                                       | The Hunger                               | Танцовщица         | Не указана в титрах |
| 1985 | Жить и умереть в Лос-Анджелесе              | To Live and Die in L.A.                  | Серена             |                     |
| 1992 | Красный карлик                              | Red Dwarf                                | Холли              | Телефильм           |
| 1994 | Мистер писатель                             | Mr. Write                                | Уайли              |                     |
| 1994 | Чудо на 34-й улице                          | Miracle 34th street                      | Альберта Леонард   |                     |
| 1996 | Джеймс и гигантский персик                  | James and the Giant Peach                | Божья коровка      | Озвучивание         |
| 1996 | Часы апокалипсиса                           | Doomsday Virus                           | Рейчел Шервуд      | Телефильм           |
| 1999 | Не разбивай моё сердце                      | Don’t Go Breaking My Heart               | Джульетта Гослинг  |                     |
| 1999 | Музыка сердца                               | Music Of The Heart                       | Доротея фон Хафтен |                     |
| 2002 | Приключения Мальчика с пальчик и Дюймовочки | The Adventures of Tom Thumb & Thumbelina | Маргарет Битл      | Озвучивание         |
| 2003 | Случай                                      | The Event                                | Мона Ротшильд      |                     |
| 2006 | Гарфилд 2                                   | Garfield: A Tail of Two Kitties          | Ени                | Озвучивание         |
| 2009 | Бесконечный лентяй                          | Endless Bummer                           | Лив                |                     |

### Телевидение
| Год       | Название на русском                            | Название на английском                            | Роль                              | Примечания |
| --------- | ---------------------------------------------- | ------------------------------------------------- | --------------------------------- | --- |
| 1983-1985 | Шоу Бенни Хилла                                | The Benny Hill Show                               | Ангел                             | |
| 1987      | Она написала убийство                          | Murder, She Wrote                                 | Гвен Петри                        | эпизод It Runs in the Family |
| 1986-1988 | Пульс                                          | Throb                                             | Прюденс Бартлетт                  | 48 эпизодов |
| 1989      |                                                | It’s a Living                                     | Терри Тедальдо                    | эпизод He Never Sanng for His Father |
| 1989      | Хуперман                                       | Hooperman                                         | Энни                              | эпизод Stakeout |
| 1989      | Мистер Бельведер                               | Mr. Belveder                                      | профессор Энн Бёрнс               | эпизод The Professor |
| 1990      | Два моих отца                                  | My Two Dads                                       | Гарриет                           | эпизод See You In September? |
| 1990      |                                                | Room for Romance                                  |                                   | эпизод A Midsummer Night’s Party |
| 1991      | Кто здесь босс?                                | Who’s the Boss?                                   | Мисс Адамс                        | эпизод Parental Guidance Suggested |
| 1991      | Блоссом                                        | Blossom                                           | Шейла                             | эпизод Love Stinks |
| 1992      |                                                | Pacific Station                                   |                                   | эпизод Whose Dad Is It Anyway? |
| 1992      | По заслугам                                    | Just Deserts                                      | Эми Филлипс                       | Пилот |
| 1989-1993 | Мерфи Браун                                    | Murphy Brown                                      | Одри Коэн                         | 9 эпизодов |
| 1995      | Каролина в Нью-Йорке                           | Caroline in the City                              | Дафни Мун                         | эпизод Caroline and the Bad Back |
| 1996      | BBC Первая мировая война 1914—1918             | The Great War and the Shaping of the 20th Century | Кэролайн Уэбб                     | Озвучивание, эпизод Total War |
| 1992-1998 | Сайнфелд                                       | Seinfeld                                          | Марла Пенни                       | 4 эпизода |
| 1998      | Геркулес                                       | Hercules                                          | Афина                             | Озвучивание, 5 эпизодов |
| 2003      | Симпсоны                                       | The Simpsons                                      | Эдвина                            | Озвучивание, эпизод The Regina Monologues |
| 1993-2004 | Фрейзер                                        | Frasier                                           | Дафни Мун                         | 263 эпизода Премия Гильдии киноактёров США за лучший актёрский состав в комедийном сериале (2000) Viewers for Quality Television Award за лучшую женскую роль второго плана в комедийном сериале (1995) TV Guide Award за лучшую женскую роль второго плана в комедийном сериале (2000) Номинация — Премия «Эмми» за лучшую женскую роль второго плана в комедийном телесериале (1998) Номинация — Премия «Золотой глобус» за лучшую женскую роль второго плана — мини-сериал, телесериал или телефильм (1995) Номинация — Премия «Спутник» за лучшую женскую роль в телевизионном сериале — комедия или мюзикл (2000, 2004) Номинация — Премия Гильдии киноактёров США за лучший актёрский состав в комедийном сериале (1995—1999, 2001—2004) Номинация — Viewers for Quality Television Award за лучшую женскую роль второго плана в комедийном сериале (1998—2000) |
| 2006      | Двадцать славных лет                           | Twenty Good Years                                 | Мэри Фрэнсис                      | эпизод Big Love |
| 2006      | Заблуждения                                    | Misconceptions                                    | Аманда Уотсон                     | Главная роль, 7 эпизодов |
| 2008      | Развод по-голливудски                          | The Starter Wife                                  | Энн Хэфтон / Ализе                | 2 эпизода |
| 2009—2011 | Пингвины из Мадагаскара                        | The Penguins of Madagascar                        | Лулу                              | Озвучивание, 2 эпизода |
| 2009-2013 | Финес и Ферб                                   | Phineas and Ferb                                  | Озвучивание                       | 5 эпизодов |
| 2010      | Отчаянные домохозяйки                          | Desperate Housewives                              | доктор Грэм                       | 2 эпизода |
| 2010      | Девять месяцев из жизни                        | Notes from the Underbelly                         | Грейси                            | эпизод Accidental Family Bad |
| 2010—2015 | Красотки в Кливленде                           | Hot in Cleveland                                  | Джой Скрогс                       | Регулярная роль, 125 эпизодов Премия «Грейси» за лучший актёрский состав в комедийном сериале (2013) Номинация — Премия Гильдии киноактёров США за лучший актёрский состав в комедийном сериале (2011) |
| 2016      | Полон дом                                      | Growded                                           | Гвен                              | эпизод The Fixer |
| 2017      | В четырёх стенах                               | The Great Indoors                                 | Шерил                             | эпизод Roland’s Secret |
| 2016—2017 | ЛЕГО Звёздные войны: Приключения изобретателей | Lego Star Wars: The Freemaker Adventures          | коммандер Эсток / лейтенант Эсток | Озвучивание, 2 эпизода |
| 2018      | Вся правда о медведях                          | We Bare Bears                                     | Аватар Ари                        | Озвучивание, эпизод Googs |
| 2017—2019 | Микки и весёлые гонки                          | Mickey and the Roadster Racers                    | королева Англии / Бабетт Бигль    | Озвучивание, 4 эпизода |
| 2018—2023 | Ординатор                                      | The Resident                                      | Кит Восс                          | 71 эпизод |